# Sinagoga ortodoxă din Târgu Mureș
Sinagoga ortodoxă (în maghiară Ortodox zsinagóga) a fost un lăcaș de cult evreiesc în municipiul Târgu Mureș, localizat pe strada Brăilei. A fost construită în perioada 1927-1928 și folosită până în 1944. Din cauza dificultăților financiare evreii ortodocși nu au putut termina în totalitate construcția clădirii.

## Istoric
Planurile inițiale ale sinagogii fără etaj au fost făcute de József Váradi, dar comunitatea ortodoxă a cerut și a primit noi planuri despre o clădire cu trei nivele de la arhitectul șef al orașului Târgu Mureș. Lajos Csiszár, care a lucrat la șantierele Palatului Culturii și Colegiului Reformat, a fost antreprenorul ales de comunitatea evreiască.
Clădirea nezugrăvită la exterior, dar amenajată interior, a fost luată în folosință Roș Hașana în 2 septembrie 1928. În 1944 la sinagoga ortodoxă a fost înființată unul din cele trei ghetouri din Târgu Mureș cu scopul deportării evreilor locali. După al doilea război mondial, evreii reîntorși au apucat să folosească o singură sinagogă, cea aparținând fostei comunități Status Quo Ante, iar pentru o vreme au folosit birourile etajului sinagogii ortodoxe. În prezent clădirea este folosită cu scopuri culturale.